# دلاور (فیلم ۱۹۸۳)
دلاور (انگلیسی: Hero) یا قهرمان فیلمی هندی در سبک رمانتیک به کارگردانی سوبهاش گای است که در سال ۱۹۸۳ منتشر شد. (با قهرمان به کارگردانی ژانگ ییمو اشتباه نشود) و از بازیگران آن می‌توان به جکی شروف و میناکشی سشادری اشاره کرد.
بازی جکی شروف در نقش جکی دادا به عنوان اولین تجربه بازیگری‌اش باعث شد که محبوبیت و شهرت فراوانی کسب کند. همچنین میناکشی سشادری به عنوان ستاره سال شناخته شد.

## خلاصه داستان
جکی دادا جوان ماجراجو و خوش قلبی است که تحت سرپرستی خلافکاری بنام پاشا بزرگ شده‌است. زمانی که پاشا گرفتار قانون می‌شود جکی با ربودن دختر رئیس پلیس یعنی رادا سعی در نجات پدرخوانده‌اش می‌کند. اما دیری نمی‌گذرد که جکی و رادا عاشق هم می‌شوند و جکی تصمیم می‌گیرد به‌خاطر عشق رادا کارهای خلاف را کنار بگذارد. از سوی دیگر جوانی بنام جیمی که قاچاقچی مواد مخدر است با دستور پاشا سعی می‌کند با رادا ازدواج کرده و از پدرش انتقام بگیرد. اکنون جکی با دو جبهه باید بجنگد یکی پاشا و جیمی و دیگری فکر و عقیده پدر رادا و…